# 天装戦隊ゴセイジャー エピックON THEムービー
『天装戦隊ゴセイジャー エピックON THEムービー』（てんそうせんたい ゴセイジャー エピック オン ザ ムービー）は、2010年8月7日より東映系で公開された日本の映画作品。特撮ヒーロー番組「スーパー戦隊シリーズ」『天装戦隊ゴセイジャー』の映画化作品である。『仮面ライダーW FOREVER AtoZ/運命のガイアメモリ』と同時上映。

## 概要
前年の『侍戦隊シンケンジャー 銀幕版 天下分け目の戦』同様にデジタル3Dと2Dで同時上映となったスーパー戦隊シリーズ第34作目『天装戦隊ゴセイジャー』のオリジナル劇場作品。前作『侍戦隊シンケンジャーVSゴーオンジャー 銀幕BANG!!』でもゲスト出演したため、ゴセイジャーとしては2度目の映画出演となる。
ゲスト出演として、本作品の鍵を握るラシル役に『超星神グランセイザー』の早乙女蘭 / セイザーヴィジュエル役で特撮作品に出演経験のある磯山さやか、樋口勝太役は当作品に天知秀一郎役でレギュラー出演している山田ルイ53世（髭男爵）の相方であるひぐち君を起用。
渡辺勝也が同シリーズの劇場版の監督を務めるのは『特捜戦隊デカレンジャー THE MOVIE フルブラスト・アクション』以来6年ぶり。またアクション監督はテレビ本編の石垣広文ではなく、竹田道弘が担当した。
入場特典としてガンバライドカードとダイスオーカードが配布された。また3D版鑑賞者特典としては『とびだす!ヒーローカード!!』（データカードダスではない）をプレゼント。さらに8月21日からは大ヒット御礼として『仮面ライダーW』と『仮面ライダーオーズ/OOO』のポストカードもプレゼントされている。
3D版では上映前に3D眼鏡の説明をする短編が上映され、『ゴセイジャー』と『W』のキャストが共演しアラタとフィリップが2人でボケるといったシーンも見られた。
全国460スクリーン（通常版273館、3D版187館）で公開され、2010年8月7・8日初日2日間で興収3億3,117万9,000円、動員は25万1,720人（うち3D版は動員11万5,123人、興収1億7,357万1,700円）になり映画観客動員ランキング（興行通信社調べ）で初登場第3位となった。

## あらすじ
アラタが出会った地球に落ちた2つの隕石を探していた不思議な少女ラシル。その隕石には世界を悪意で覆い惑星を破壊してしまうラグナロクの角笛が隠されていた。角笛を狙うウォースターの残党ギョーテンオーから地球を守るゴセイジャーの戦いが始まった。

## 映画オリジナル登場人物
ラシル
本作品のキーキャラクター。アラタが出会った謎の女性。科学博物館に展示されていた地球に飛来した二つの隕石の一つを偽物とすり替え盗み出した。
その正体は、ラグナロク（大滅亡）によって自分たちの星が滅んでしまった星の民（異星人）。かつての悲劇を二度と引き起こさないために、ラグナロクを引き起こすラグナロクの角笛となる2つの隕石を破壊する方法を探し自らの星を離れ、ウォースターの手の届かない場所に隠そうとしたが、ウォースターに角笛の存在が知られ、ウォースターの攻撃を受け、隕石を地球へ射出し、堕ちた隕石を探しに訪れた。
アラタたちの前には一人で現れたが、どうやら同胞がいた模様。
- 打ち合わせでは『銀河鉄道999』のメーテルをイメージしてアラタたちよりも年上をイメージしていたが、監督の渡辺はメーテルほど大人っぽくはないが、貫禄が可愛らしさの中にあったため、磯山で正解であったという。
- ラシルの感情が薄くならないように、アラタと残りのハイドたち4人を別行動させることとなった。

樋口 勝太（）アナウンサー
冒頭で隕石落下のニュースを報道していたテレビアナウンサー
- 髭男爵として着ている緑色のスーツで出演。名前の由来は演じるひぐち君のギャグである「ひぐちカッター」から。

### 宇宙虐滅軍団ウォースター
本作品の敵。テレビ本編でゴセイジャーに壊滅させられたが、別の任務で宇宙に出ていた二人の残党が地球に襲来する。どちらも幹部クラスの実力を持ち、その証として星の名を冠し、シルバーの鎧を身に纏う。憎しみの炎を燃やすギョーテンオー指揮のもと幽魔獣から再び傘下に加わったブレドランや、復活した宇宙人軍団も加え、「ラグナロクの角笛」の入手とゴセイジャーへの逆襲を企てる。
- 劇場版の撮影時期がテレビシリーズでウォースターが登場していた時期を撮影していたことから、幽魔獣を劇場版で先行して展開させることが難しいと判断されたため、ウォースターの残党が敵ということとなった[3]。

超新星のギョーテンオー（）
ドッディテケ星出身のウォースター大幹部。今は亡きウォースター首領モンス・ドレイク配下の宇宙人の中でも随一の実力を誇り、ドレイクの敵討ちに燃える。「ラグナロクの角笛」を狙って襲来し、地球滅亡を目論む。趣味は伝説や神話を調べること。
武器は剣先が剣のように長い巨大な槍で、「宇宙暁天流槍術王」の異名を持つ。モンス・ドレイクに次ぐ組織NO.2の実力を遺憾なく発揮しゴセイジャーを追い詰める。
- デザインモチーフはクツワムシ。

明星のデインバルト（）
デサプオダ星出身のウォースターの幹部。ギョーテンオーの片腕として宇宙を荒らし回っており、その作戦を補佐する。常に人を食ったような態度とインチキな和製英語交じりの独特の喋り方が特徴。趣味はトランペット。
角笛の吹奏に最適な口吻と肺活量を持ち、二つの隕石になっていた角笛を再生させて吹き鳴らし、ウォースター帝国の逆襲を高らかに宣言する。倒されると再生宇宙人と同じく石化し消滅した。
シュモク刀というカタールのような2つのクローを武器に使う。
- デザインモチーフはシュモクバエ。鎧には管楽器の要素が加えられている。

彗星のブレドラン / チュパカブラの武レドラン
かつて首領の惑星のモンス・ドレイクや幹部の流星のデレプタとともに地球の虐滅計画を最前線で指揮していた元ウォースターの幹部。
ウォースター壊滅後、新たなる姿となり幽魔獣の幹部として活動していたが、ギョーテンオーとデインバルトが生き残っていることを知り、「様子を見に行く」と装いかつての姿に戻り傘下に加わり地球破壊作戦に協力する。
ウォースターでは地球破壊を目論み、幽魔獣では地球汚染計画を進めるなどまったく異なる目的で行動する。後にテレビ本編でその真意が判明する。
復活ウォースター軍団
テレビ本編でゴセイジャーによって倒されたウォースター所属の宇宙人たち。角笛を吹いたことにより邪悪を押さえていた封印が砕かれたことで発生した悪意で復活した。悪意そのものが宇宙人の姿で実体化したものであるらしく、生前の人格と異なる個体が存在している。人間の姿に化身したり、幽霊のように消えたり現れたりすることができ、ゴセイジャーを異空間に取り込むなど不可思議な攻撃を仕掛ける。
- 初期の脚本では悪霊が襲ってくるということであったが、ビジュアル的に分かりにくく、劇場版であることから実体化した悪霊が襲うものとなった。

## 装備・戦力
本作品ではワンダーゴセイグレート以外の天装巨人は登場しない。データスやゴセイナイトは登場しているが、巨大化（＝データスハイパー）したり、本来の姿（＝グランディオンヘッダー）に戻ったりはしなかった。

### 合体技
ゴセイシャイニング
ピンクとイエローの連携技。ピンクがイエローを乗せて飛び、すれ違いざまに斬撃を浴びせる。
『海賊戦隊ゴーカイジャー』第41話でもゴセイピンクに豪快チェンジしたゴーカイピンクとゴセイイエローに豪快チェンジしたゴーカイイエローが使用。
ゴセイハリケーン
ブラックとブルーの連携技。

### ゴセイマシン・天装巨人
ゴセイワンダー
大型ゴセイマシン。ギョーテンオーとの戦いでドラゴンヘッダーが負傷したことによりピンチに陥ったゴセイジャーを助けたいというラシルの祈りによって出現したカードを天装することにより時空ゲートから召喚される。
ゴセイドラゴンとは尻尾など細部のデザインが異なる他、単機で5つのヘッダーを持ち、普段は翼にあるジョイントを前方に向けて5つのヘッダーをジョイントした状態で活動する。5機のマシンに分離することができ、デザインモチーフとなったマシンに対応するメンバーが搭乗する。ゴセイバード以外はスキャンすることなく自動的にマシン形態になった。
5体のヘッダーがゴセイパワーを共鳴させてエネルギーを生成し、強力なビームに変換して発射するワンダーウイングを使用する。
テレビ本編epic38で再登場する。
- 胴体と翼はゴセイドラゴンの流用で、他は新規パーツで構成されている。

ゴセイバード
ゴセイワンダー本体とバードヘッダーのみで構成されたワシ型ゴセイマシン。ワンダーゴセイグレートの頭部、胴体になる。ゴセイレッドが操縦。
ゴセイカブト
カブトヘッダーのゴセイマシン形態。ワンダーゴセイグレートの左腕になる。ゴセイピンクが操縦。
ゴセイクロコダイル
クロコダイルヘッダーのゴセイマシン形態。ワンダーゴセイグレートの右脚になる。ゴセイブラックが操縦。
ゴセイエレファント
エレファントヘッダーのゴセイマシン形態。ワンダーゴセイグレートの左脚になる。ゴセイイエローが操縦。
ゴセイドルフィン
ドルフィンヘッダーのゴセイマシン形態。ワンダーゴセイグレートの右腕になる。ゴセイブルーが操縦。

ワンダーゴセイグレート
ゴセイバード、カブト、クロコダイル、エレファント、ドルフィンがワンダーコンバインして完成する天装巨人。手足などゴセイグレートと類似した姿をしているが、ゴセイグレートとは胴体部分のカラーリングが異なり、同形状の頭部に甲冑が装着され完成する。
ゴセイパワーに加えて不思議な聖なる力で全身を護る。
ゴセイバードの尻尾が変形した斧型の武器ゴセイバードアックスを使用。ゴセイグレート同様、手足のヘッダーを射出可能。必殺技はゴセイバードアックスをくわえたバードヘッダーが本体から射出し、回転しながら敵を切り裂くワンダフルストライク。

### その他
ラグナロクの角笛
本作品のキーアイテム。終末を告げる角笛が吹き鳴らされると、笛の音によって邪悪を抑える封印を砕き、水は大陸を飲み込み、火は全てを焼き尽くし、星を滅亡させるラグナロク（大滅亡）を引き起こす角笛。
使用時に位置していた星が滅びると休眠状態である二つの隕石になり、再び合わせると角笛の姿に戻る。
ラグナロクは北欧神話で語られる神と魔の世界終末戦争を指し、遠い昔に宇宙で実際に起きたことが地球に伝えられた神話として伝承された模様。

## キャスト
- アラタ / ゴセイレッド - 千葉雄大
- エリ / ゴセイピンク - さとう里香
- アグリ / ゴセイブラック - 浜尾京介
- モネ / ゴセイイエロー - にわみきほ
- ハイド / ゴセイブルー - 小野健斗
- ラシル - 磯山さやか
- 天知望 - 中村咲哉
- 天知博士 - 山田ルイ53世（髭男爵）
- 樋口勝太アナウンサー - ひぐち君（髭男爵）
- 研究員 - 角野哲郎
- ウェイトレス - 嶋田エリカ
- タクシー運転手 - 大林勝
- 部長刑事 - 関根大学
- 刑事 - 日下秀昭、清家利一、村岡弘之、押川善文

### 声の出演
- ゴセイナイト - 小西克幸
- データス - 宮田幸季
- 彗星のブレドラン / チュパカブラの武レドラン - 飛田展男
- 超新星のギョーテンオー - 柴田秀勝
- 明星のデインバルト - 島田敏
- ブロブの膜イン - 茶風林
- ビッグフットの筋グゴン - 高口公介
- テンソウダーの声 - 沢木郁也

### スーツアクター
- ゴセイレッド[19][20] - 竹内康博
- ゴセイピンク[19] - 蜂須賀祐一
- 押川善文
- 野川瑞穂
- ゴセイブルー[21] - 福沢博文
- 岡元次郎
- ギョーテンオー[3] - 日下秀昭
- 神尾直子
- 大林勝
- 清家利一
- 佐藤太輔
- 村岡弘之
- 中川素州
- おぐらとしひろ
- 坂本隆
- 石井靖見
- 村岡友憲
- 田中宏幸
- 南誉士広
- 高田将司
- 浅井宏輔
- 遠藤誠
- 白崎誠也
- 岡田和也
- 橋本恵子
- 村井亮
- 内川仁朗
- 大岩剣也
- 本多剛幸
- 佐藤義夫
- 人見早苗
- 下園愛弓

アクションセーフティー
- 橋口未和
- 蔦宗正人
- 岡田貴善
- 中野高志
- 玄也
- 五味涼子
- 高橋玲
- 福井理沙
- 細川晃弘
- 森村修一
- 渡辺隼斗
- 中村博亮
- 関谷健利

## スタッフ
- 原作 - 八手三郎
- 監督 - 渡辺勝也
- 脚本 - 大和屋暁
- 音楽 - 三宅一徳
- 撮影 - 松村文雄
  - 撮影助手 - 森田曜、海津真也、野口高速
- 録音 - 伝田直樹(BULL)
- 音響効果 - 小川広美(大泉音映)
- 助監督 - 荒川史絵
- 3DCGプロダクション - 日本映像クリエイティブ、日本エフェクトセンター、マリンポスト、AnnexDigital、TOEI ANIMATION、しいたけデジタル
- ドルビーデジタル・コンサルタント - 河東努、森幹生(コンチネンタルファーイースト株式会社)
- 技術協力 - 東映ラボ・テック、西華デジタルイメージ株式会社、RED DIGITAL CINEMA SHOT ON RED、nac IMAGE TECHNOLOGY、UPSIDE、BULL、FUJIFILM(FUJINON PL MOUNT)、NKL、M・SOFT
- アクション監督 - 竹田道弘（ジャパンアクションエンタープライズ）
- 自転車アクション - REALITY BMX SHOP
- 劇場版『W・ゴセイジャー』製作委員会(東映、tv asahi、ADK、東映AG、TOEI ANIMATION、バンダイナムコホールディングス)

## 音楽
主題歌「星を護る者」
作詞・作曲：NoB / 編曲：河野陽吾 / 歌：MAKE-UP
メンバーのNoBはテレビ本編のOPテーマも歌っている。
スーパー戦隊の劇場版では初となるオリジナルソングである。
挿入歌「天装戦隊ゴセイジャー」
作詞：吉元由美 / 作曲：YOFFY / 編曲：Project.R（籠島裕昌） / 歌：NoB (Project.R)

## 映像ソフト化
- 天装戦隊ゴセイジャー エピックON THEムービー 降臨! 天使たちのメイキング（DVD1枚組、2010年7月21日発売）
  - 映画本編のメイキング映像を収録したDVD。
- 天装戦隊ゴセイジャー エピックON THEムービー 通常版（1枚組、2011年2月21日発売、Blu-rayとDVDでのリリース）
  - 映像特典
    - 特報・劇場予告編・TVスポット集
    - ノンスーパーED
    - VSネクスト護星天使
- 天装戦隊ゴセイジャー エピックON THEムービー 特別限定版（2枚組、2011年2月21日発売、Blu-rayとDVDでのリリース）
  - ディスク1：本編ディスク（通常版と同様）
  - ディスク2：特典DVD
    - キャンペーン2010
    - 製作発表記者会見
    - 完成披露試写会舞台挨拶
    - 公開2日目舞台挨拶
    - 製作発表時PR映像
    - 劇場用ジングル
    - ゴセイファイル
    - ゴセイカードファイル
    - ウォースターファイル
    - ゴセイミュージアム
    - ポスタービジュアル

  - 封入特典
    - 復刻ダイスオーカード
- 劇場版 仮面ライダーW・天装戦隊ゴセイジャー 3D（1枚組、2011年2月11日発売、Blu-ray 3Dでリリース）
  - 本作品および『仮面ライダーW FOREVER AtoZ/運命のガイアメモリ』の3D版を収録。2D再生にも対応。
  - 映像特典
    - TRAILER ver.3D
    - 3D館上映前キャストコメント

  - 初回限定特典
    - 3Dジャケット仕様

## ネット配信
- 東映特撮YouTube Official

2020年1月4日- 13日